# Bagsværd Station
Bagsværd Station er en S-togs-station der ligger centralt i Bagsværd. Stationen ligger på Farumbanen/Hareskovbanen, og åbnede som S-togsstation 25. september 1977. Før det var det en station på Slangerupbanen mellem København L station på Nørrebro i København og Farum, indtil 1954 videre til Slangerup.

## Historie
Den tidligere Bagsværd Station på Slangerupbanen – fra 1947: Hareskovbanen, som blev indviet samtidigt med Slangerupbanen – KSB i 1906, har ligget nogle hundrede meter længere mod nord. Denne gamle stationsbygning fra dengang ligger der endnu, for enden af vejen Til jernbanen, hvor den fungerer som pensionistklub. Bygningen rummede endvidere posthus indtil 1949. Stationen flyttede til den nuværende placering 25. september 1967, dvs. præcis ti år før, at banen blev S-bane.

## Beskrivelse
Adgang til stationen sker fra en stationsforplads hvor der også er busterminal. Stationsforpladsen ligger ud til Bindeledet, ligesom der også er sti- eller fodgængeradgang til flere centrale steder i Bagsværd. Der er kun adgang i den ene ende af stationen. Stationsforpladsen blev ombygget sidst i 1990'erne – hvor der også blev bygget et nyt byggeri med boliger og butikker ved stationen (del af et større nybyggeri i Bagsværd bymidte), med navnet "Bagsværd Centrum".
En Kort & Godt-butik med kiosk og billetsalg ligger i det nye byggeri tættest på stationen.

### Busterminalen
Busterminalen består af fire stoppesteder:
- 165 mod Herlev st.
- 400 mod Hundige st./Høje Taastrup st.; 400S mod Hundige st./Ishøj st./Høje Taastrup st.
- 400 mod Lyngby st.; 400S mod Lyngby st.
- 166 mod Vallensbæk st./Glostrup st. 166 mod Værebroparken
- 250S mod Dragør Stationsplads
- 160 mod Tinghøj

## Galleri
- Linje B på stationen.
- Ventesal af glas på perronen.
- Perron og trappebygning.
- Trappebygning med elevator.
- Bro over Bindeledet ved station.
- Den gamle station mens den stadig var i drift.

## Antal rejsende
Ifølge Østtællingen var udviklingen i antallet af dagligt afrejsende med S-tog:
| År   | Antal | År   | Antal | År   | Antal | År   | Antal |
| ---- | ----- | ---- | ----- | ---- | ----- | ---- | ----- |
| 1957 | -     | 1974 | -     | 1991 | 1.956 | 2001 | 2.619 |
| 1960 | -     | 1975 | -     | 1992 | 1.957 | 2002 | 2.558 |
| 1962 | -     | 1977 | 994   | 1993 | 2.424 | 2003 | 2.550 |
| 1964 | -     | 1979 | 1.826 | 1995 | 2.345 | 2004 | 2.461 |
| 1966 | -     | 1981 | 2.087 | 1996 | 2.878 | 2005 | 2.635 |
| 1968 | -     | 1984 | 2.150 | 1997 | 2.439 | 2006 | 2.525 |
| 1970 | -     | 1987 | 1.882 | 1998 | 2.544 | 2007 | 2.497 |
| 1972 | -     | 1990 | 1.964 | 2000 | 2.585 | 2008 | 2.462 |